# 樫尾和宏
樫尾 和宏（かしお かずひろ、1966年1月22日 - ）は、日本の実業家。カシオ計算機株式会社代表取締役社長。一般社団法人ビジネス機械・情報システム産業協会理事。
父は樫尾和雄。伯父に樫尾忠雄、樫尾俊雄。叔父に樫尾幸雄。

## 経歴・人物
東京都出身。1991年にカシオ計算機に入社後、ハウスエージェンシーの立ち上げに参加し、米国Casioへ赴任。カシオINC副社長、新規事業開発本部長などを経て2015年6月代表取締役社長に就任。
趣味はゴルフで、スコアは85～115と幅がある。

## 略歴
- 1966年 - 東京都生まれ
- 1984年 - 桐朋高校卒業[3]
- 1991年 - 慶應義塾大学理工学部卒業[4][5]
  - 同年 - カシオ計算機入社
- 2001年 - 株式会社カシオコミュニケーションブレインズ取締役社長
- 2007年 - 経営統轄部長
- 2011年 - 取締役新規事業開発本部長
- 2014年 - 取締役専務執行役員
- 2015年 - 代表取締役社長